# Elena Livrinikj
Elena Livrinikj (în macedoneană Елена Ливриниќ, n. 16 noiembrie 1994, în Skopje) este o handbalistă macedoneană ce joacă pentru clubul maghiar Szombathelyi KKA și echipa națională a Macedoniei, pe postul de centru.

## Biografie
Elena Livrinikj a început să joace handbal la vârsta de 8 ani, iar primul său club a fost Kometal Gjorče Petrov. După desființarea acestuia, handbalista a ajuns la ŽRK Metalurg Skopje, unde a rămas până în 2016. Cu Metalurg, Livrinikj a jucat trei sezoane în Cupa Cupelor EHF, dar nu a reușit decât calificarea în turul 3, în 2015 și 2016. Livrinikj  s-a transferat la echipa CSU Danubius Galați în luna iunie 2016. În vara anului 2018, după ce Danubius Galați a fost preluată de CSM Galați, sportiva a continuat la CSM Galați. După retrogradarea, la sfârșitul sezonului 2018-2019, a echipei gălățene, Elena Livrinikj s-a transferat la CS Rapid București. În 2020, ea s-a transferat la SCM Gloria Buzău. La sfârșitul sezonului 2020-2021 Livrinikj s-a transferat la CSM Slatina. În ianuarie 2022, ea s-a transferat la CSM Deva. Din iulie 2022, Elena Livrinikj evoluează la Szombathelyi KKA.
Pentru naționala țării sale handbalista a jucat în selecționata de cadete, iar în 2014 a fost convocată la echipa de senioare a Macedoniei.

## Palmares
- Cupa Cupelor:
  - Turul 3: 2015, 2016
  - Turul 2: 2014

- Liga Europeană:
  - Turul 3: 2021

- Cupa României:
  -  Medalie de bronz: 2020